# Dendrocera
Dendrocera is een geslacht van vlinders van de familie bloeddrupjes (Zygaenidae), uit de onderfamilie Procridinae.

## Soorten
- D. bipuncta (Hampson, 1895)
- D. quadripunctata hampson, 1892